# Umm an-Narcultuur
De Umm an-Narcultuur is een archeologische cultuur aan de noordkust van het Arabisch schiereiland (de huidige Verenigde Arabische Emiraten en Oman).
De periode duurde van ongeveer 2700 - 2000 v.Chr. Dit komt overeen met de fase ED II van de Vroeg-dynastieke Periode tot en met de tijd van Ur III in Mesopotamië en de Harappa-fase in het Indusdal.
De periode is genoemd naar de stijl van gemeenschappelijke graven die het eerst beschreven zijn voor de vindplaats Umm an-Nar nabij Abu Dhabi. Talrijke grote nederzettingen werden in deze tijd gesticht langs wegen die van de Batinah-kust naar het binnenland voerden en op de eilanden voor de golfkust.  Sociopolitiek is de maatschappij eerder te beschrijven in termen van stamverbanden en netwerken van verwantschap dan als een hiërarchische staat. 

## Bouwkunde
Een opmerkelijk element van de cultuur vormen de ronde stenen torens, gewoonlijk met een waterput in het midden. Zij zijn vaak uitgerust met cirkelvormige kanalen voor de opvang en opslag van seizoensgebonden regelval. De huizen zijn rechthoekig, van natuursteen opgetrokken met een structuur van leemsteen erop. Er is een uitgebreid irrigatiestelsel dat velden met tarwe en gerst bevloeide en de verbouw van linzen en dadels mogelijk maakte.  
Er waren monumentale cirkelvormige graven met plaatselijke steen aan de binnenzijde maar van buiten afgewerkt met fijn bewerkte witte steen. Deze grafmonumenten werden naast de nederzettingen op een plek gebouwd waar zij van verre zichtbaar waren. De graftorens waren inwendig verdeeld in kamers die de bijzetting van vele generaties mogelijk maakten.

## Vondsten en handelscontacten
De grafgiften bestonden gewoonlijk uit plaatselijk aardewerk, maar er zijn ook vaten gevonden die uit Mesopotamië of het Indusdal stamden. Er zijn veel kralen gevonden die ofwel uit het Indusgebied of uit Iran stamden. In Bat in Oman zijn lange biconische kralen van karneool gevonden. Daarnaast waren er bronzen voorwerpen en vaten van chloriet en soms ook zegels.
Er zijn een aantal opgravingen geweest waar materiaal uit deze periode is gevonden, zoals in Ras al-Jinz en Ras al-Hadd. In Ras al-Jinz zijn in leemstenen gebouwen met meerdere kamers vondsten gedaan die typerend zijn voor het Indusdal, zoals een klein bronzen zegel en een kam van ivoor. De aanwezigheid van grote hoeveelheden bitumen wijzen op handelcontacten de andere kant op: met Mesopotamië. In Ras al-Hadd is er zelfs een vondst van aardewerk met een opgeschilderd opschrift in Indusschrift. 
In de ED III (2500-2320) en Akkadische periodes (2350-2150) van Mesopotamië was de handel in koper, dat op verschillende plekken in Oman aangetroffen werd, van groot belang. Grofweg de helft van het koper in Mesopotamië kwam uit Oman, maar een deel ervan kwam ook uit het Aravalligebergte in Rajastan/Gujarat. Umm an-Nar was dus geenszins een geïsoleerde cultuur maar vormde het midden van een netwerk dat van Syrië en Irak tot Pakistan en India reikte. Aan het einde van de periode begint de intensiteit van de handel echter duidelijk af te nemen. 

## Galerij

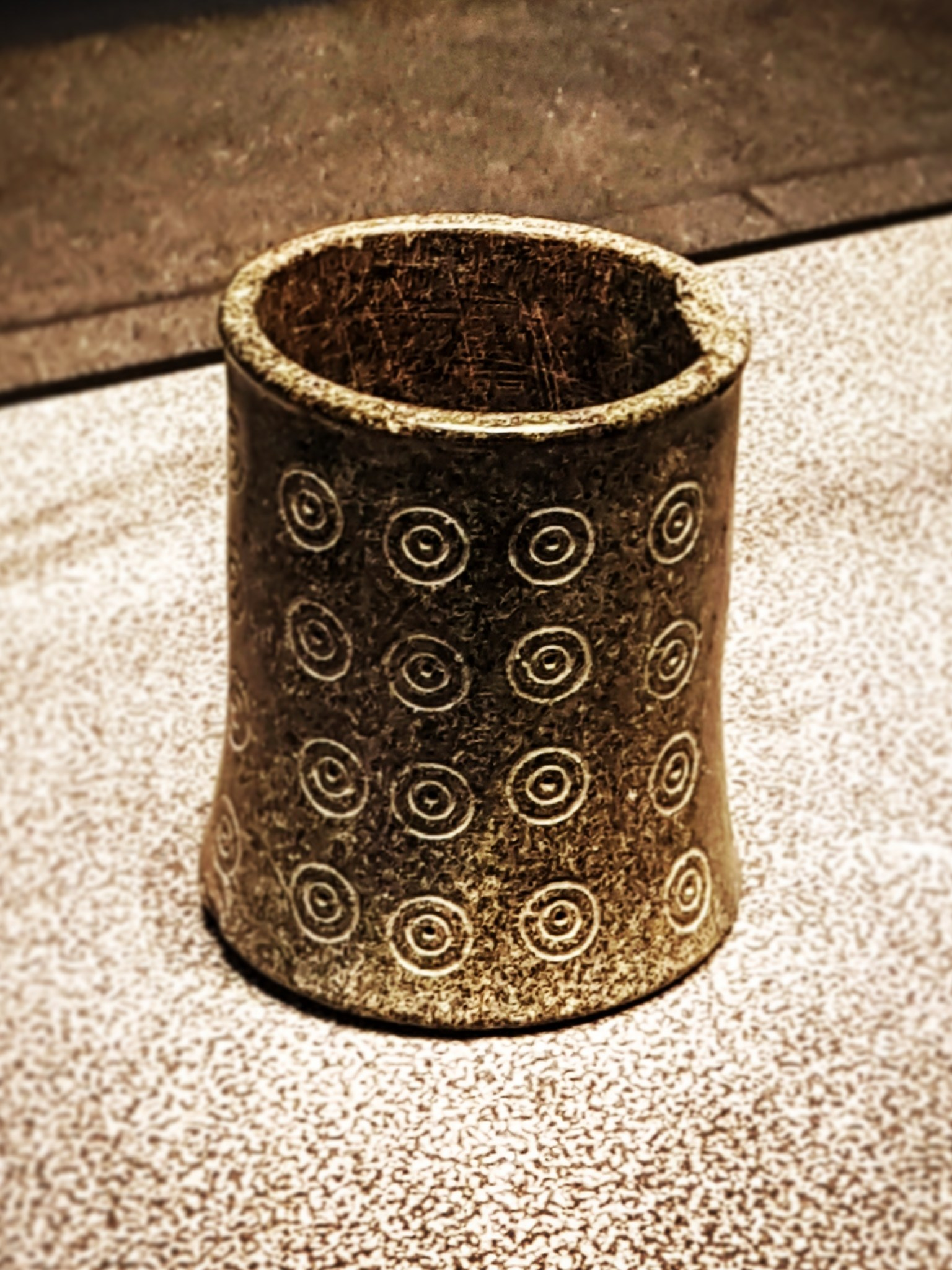
Beker
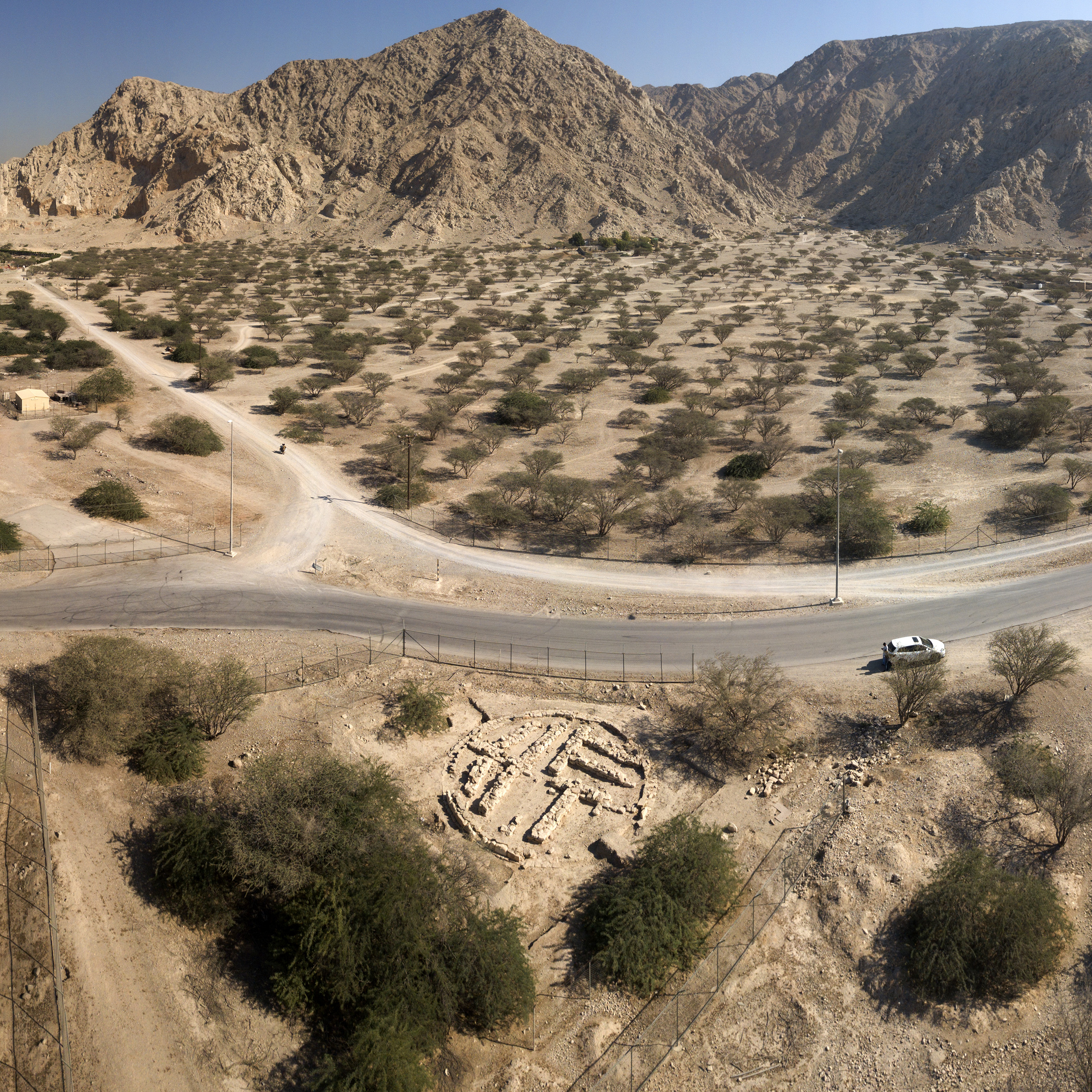
Umm an-Nar-tombe
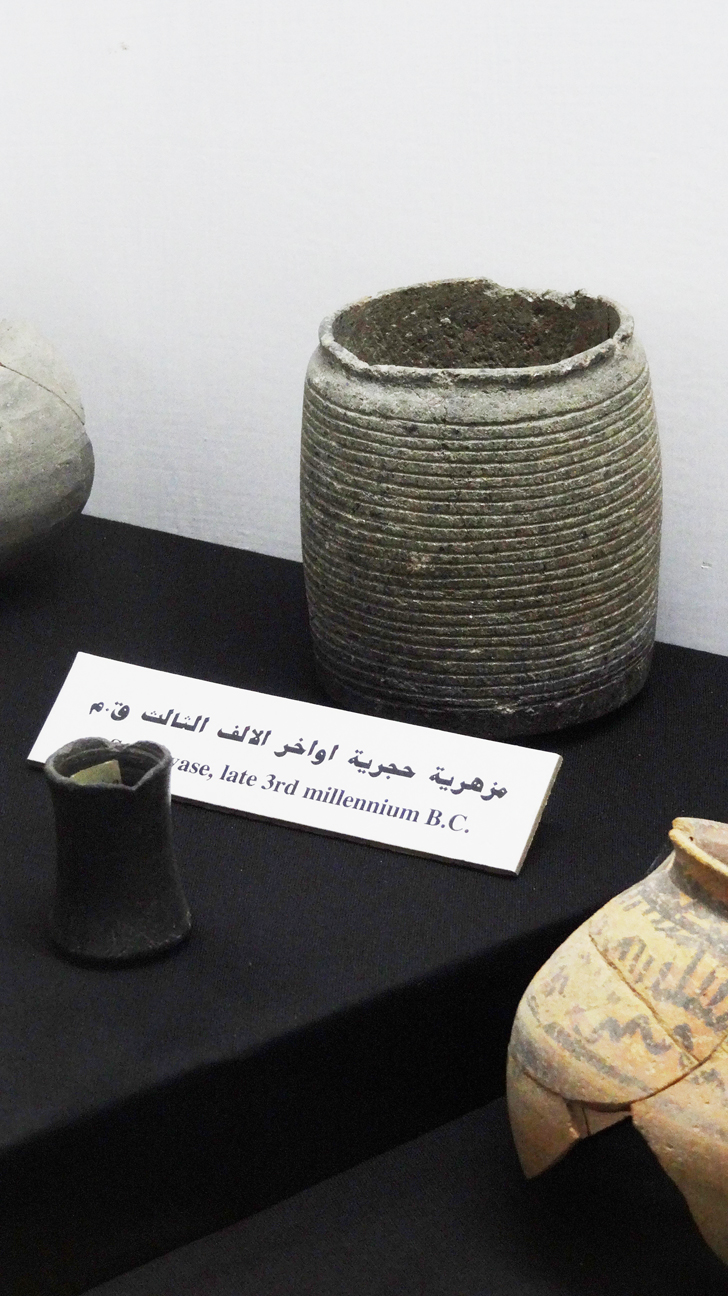
Stenen vaas
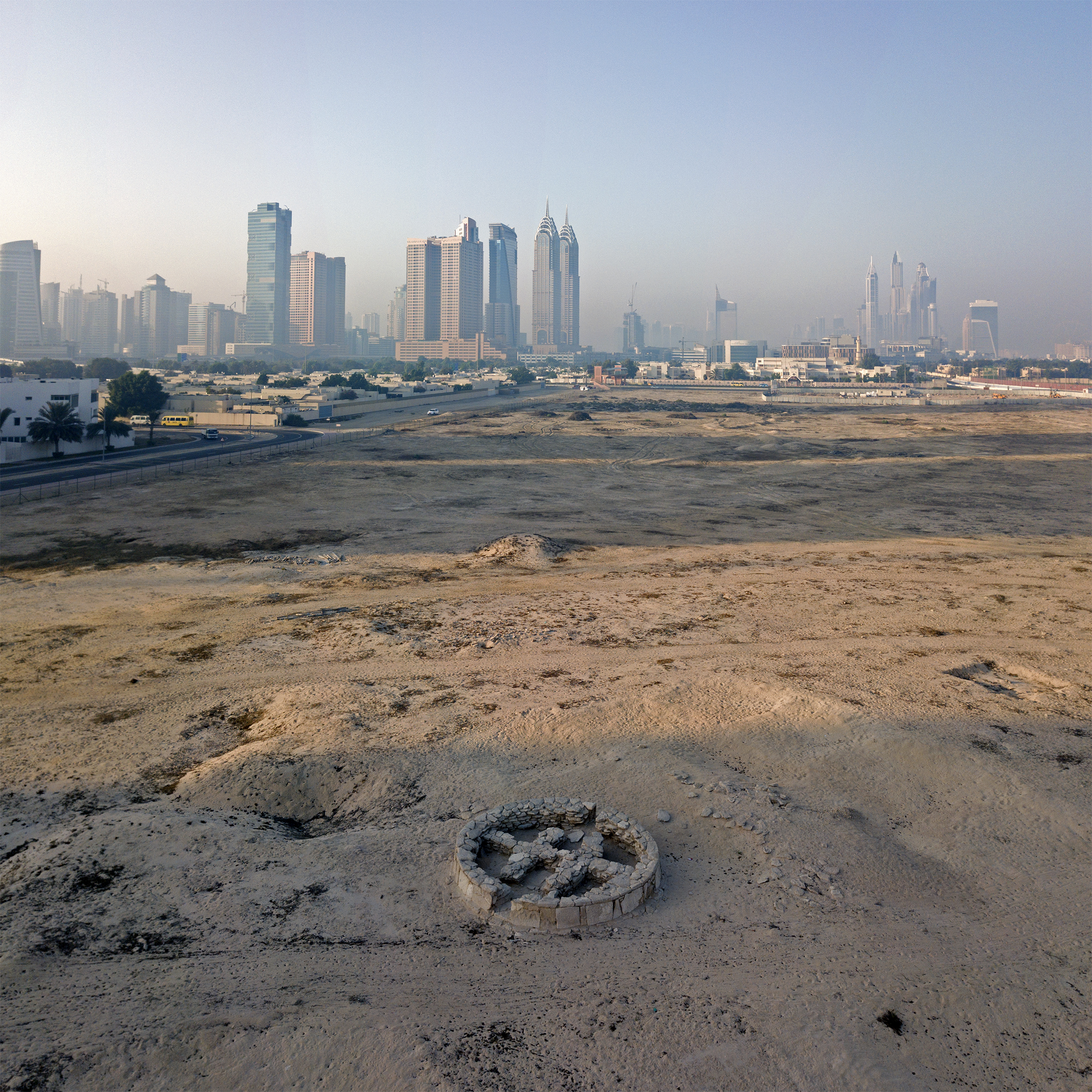
Tombe
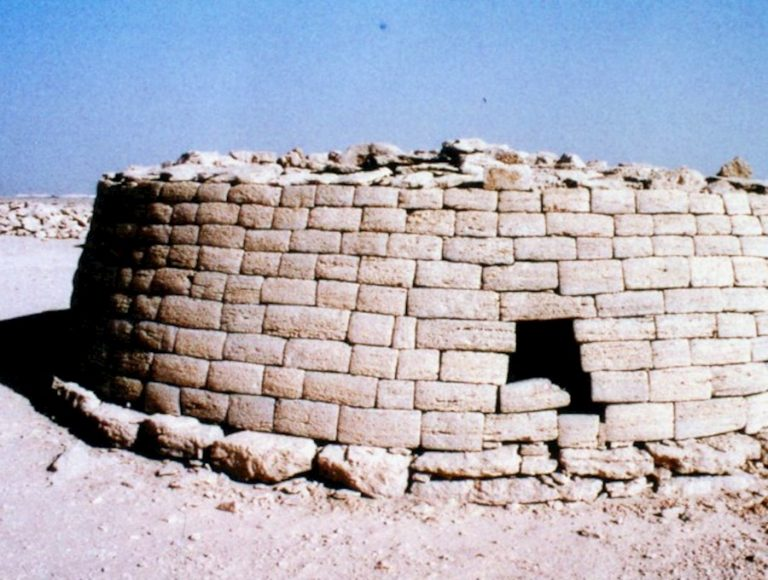
Toren
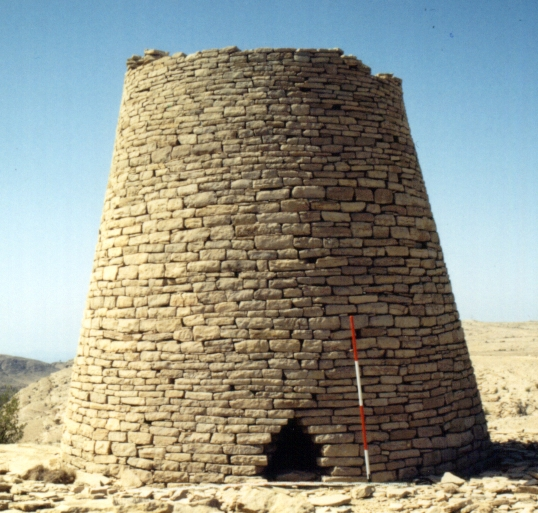
Toren